# La Prensa (México)
La Prensa es un diario de nota roja mexicano publicado por Organización Editorial Mexicana (OEM), una empresa con presencia en casi todo el país. Conocido como El diario que dice lo que otros callan, lleva 92 años publicando las noticias policiacas y metropolitanas a toda la Zona Metropolitana del Valle de México. 
Surgió durante los últimos días de la gestión del presidente mexicano Plutarco Elías Calles. Los miembros de la Compañía Mexicana de Rotograbado crean el periódico, cuyo primer ejemplar se publica el 29 de agosto de 1928. Siete años después y tras un cierre de cinco meses, los trabajadores del periódico decidieron echarlo a andar de nuevo, ahora con carácter de sociedad cooperativa. Desde su fundación se ha distinguido por ser un periódico de corte popular.
La redacción se encuentra ubicada en la colonia San Rafael, alcaldía Cuauhtémoc, en la zona Centro de la Ciudad de México. Cuentan son portal de internet además de tener presencia en las redes sociales: en Facebook, como La Prensa Oficial; en Twitter, @laprensaoem; y en Instagram, como @laprensaoem.

## Historia
- Fundación como SA de CV: 28 de agosto de 1928
- Fundadores: Pedro y Pablo Ordorica y Antonio García Ruiz
- Término de publicación como SA de CV: 1935, por quiebra de la empresa.
- Fundación como cooperativa: Antonio García Ruiz, Miguel Gil, Walter Glass y otros solicitan autorización al presidente Lázaro Cárdenas del Río para reabrir el periódico como cooperativa.
- Fundación como periódico cooperativo: 1935
- Primer presidente de la cooperativa: Antonio García Ruiz

## Secciones
- Policía: Las noticias más relevantes de la nota roja en la Zona Metropolitana del Valle de México
- Metrópoli: Todo lo de interés público en la Ciudad de México
- Nacional:  Información de México
- Opinión: Columnas de distintos autores
- Mundo: Información internacional
- Gossip: Espectáculos a nivel nacional e internacional
- Marcador: Información deportiva a nivel metrópoli, nacional e internacional.

## Suplementos
- Normal: información útil para la "nueva normalidad" (lunes a viernes)
- Autos: Recomendaciones sobre la industria automotriz (sábado)
- Archivos Secretos de Policía: investigaciones sobre casos policiacos que dejaron huella (viernes)[cita requerida]